# Clinias (485 a. C.)
Clinias (en griego antiguo: Κλείνίας) fue un personaje histórico ateniense, que tuvo un papel militar destacado y participó activamente en la política de la Antigua Atenas del siglo V a. C.
Nació hacia el 485 a. C. Se casó con Dinómaca, hija de Megacles IV, y ambos fueron los padres de Alcibíades. Murió en la Batalla de Coronea combatiendo contra los beocios, librada en 447 a. C.

## Genealogía de Clinias
```
                         Alcibíades I
                             |
                   
Clinias I
 n. ~510
 
a.
 
C.
                             |
                      
Alcibíades II "el viejo"
 (
ostracismo
 en 460
 
a.
 
C.)
                             | 
    ————————————————————————————————————————————————————————————————————
   |                                                                    |

Clinias
 II + 
Dinómaca
                                                  Axíoco
 (485-447
 
a.
 
C.)                                                          |
              |                                                     Clinias III 
       ———————————————————————————————————————————— 
      |                                            |
 
Alcibíades III
 + Hipareta                    Clinias IV
                 |
            Alcibíades IV
```